# San Benito (Texas)
San Benito é uma cidade localizada no estado norte-americano de Texas, no Condado de Cameron.

## Demografia
Segundo o censo norte-americano de 2000, a sua população era de 23.444 habitantes.
Em 2006, foi estimada uma população de 25.005, um aumento de 1561 (6.7%).

## Geografia
De acordo com o United States Census Bureau tem uma área de
29,0 km², dos quais 28,5 km² cobertos por terra e 0,5 km² cobertos por água.

## Localidades na vizinhança
O diagrama seguinte representa as localidades num raio de 12 km ao redor de San Benito.